# Варлаам (Эристави)
Митрополи́т Варлаа́м (груз. მიტროპოლიტი ვარლაამ; в миру Бидзи́на Дави́дович Эриста́ви, груз. ბიძინა დავითის ძე ერისთავი, или Эристов; 8 августа 1763, Ксанское эриставство — 18 (30) декабря 1830, Москва) — епископ Грузинской, а затем Русской православной церкви, митрополит Мцхетский и Карталинский, экзарх Грузии.

## Биография
Из рода эриставов Ксанских, сын эристава Давида (? — 1774) и княжны Тинатин Мачабели.
Начальное образование получил дома. В 1784 году окончил Тбилисскую духовную семинарию.
В 1788 году, в возрасте 25 лет, был рукоположён во митрополита Ахтальского в Картлийском католикосате Грузинской православной церкви.
В 1794 году отбыл в Россию и поселился в Санкт-Петербурге, в Александро-Невском монастыре.
23 января 1801 года назначен членом Святейшего Синода.
13 февраля 1803 года награждён орденом Святой Анны 1-й степени.
В 1808 году отпущен в Грузию.
С 8 июля 1811 года — митрополит Мцхетский, первый экзарх Грузии.
После отъезда Католикоса-Патриарха Антония II в Россию в ноябре 1811 года Варлаам был назначен временным управляющим грузинским духовенством.
30 августа 1814 года ему повелено быть и экзархом Имеретинским.
14 мая 1817 года уволен от управления и вызван для присутствия в Святейший Синод.
5 февраля 1825 года уволен от присутствия в Святейшем Синоде и 20 марта назначен управляющим Даниловским монастырём.
Скончался 18 декабря 1830 года. Погребён в Даниловском монастыре.